# Hnat Jotkévich
Hnat Martínovich Jotkévich, en ucraniano: Гна́т Марти́нович Хотке́вич, (Járkov, 31 de diciembre de 1877jul./ 12 de enero de 1878greg.-Járkov, 8 de octubre de 1938)), alias Hnat Halaida, en ucraniano Гнат Галайда, fue un escritor, historiador, bandurrista, compositor, etnógrafo y político ucraniano.

## Biografía

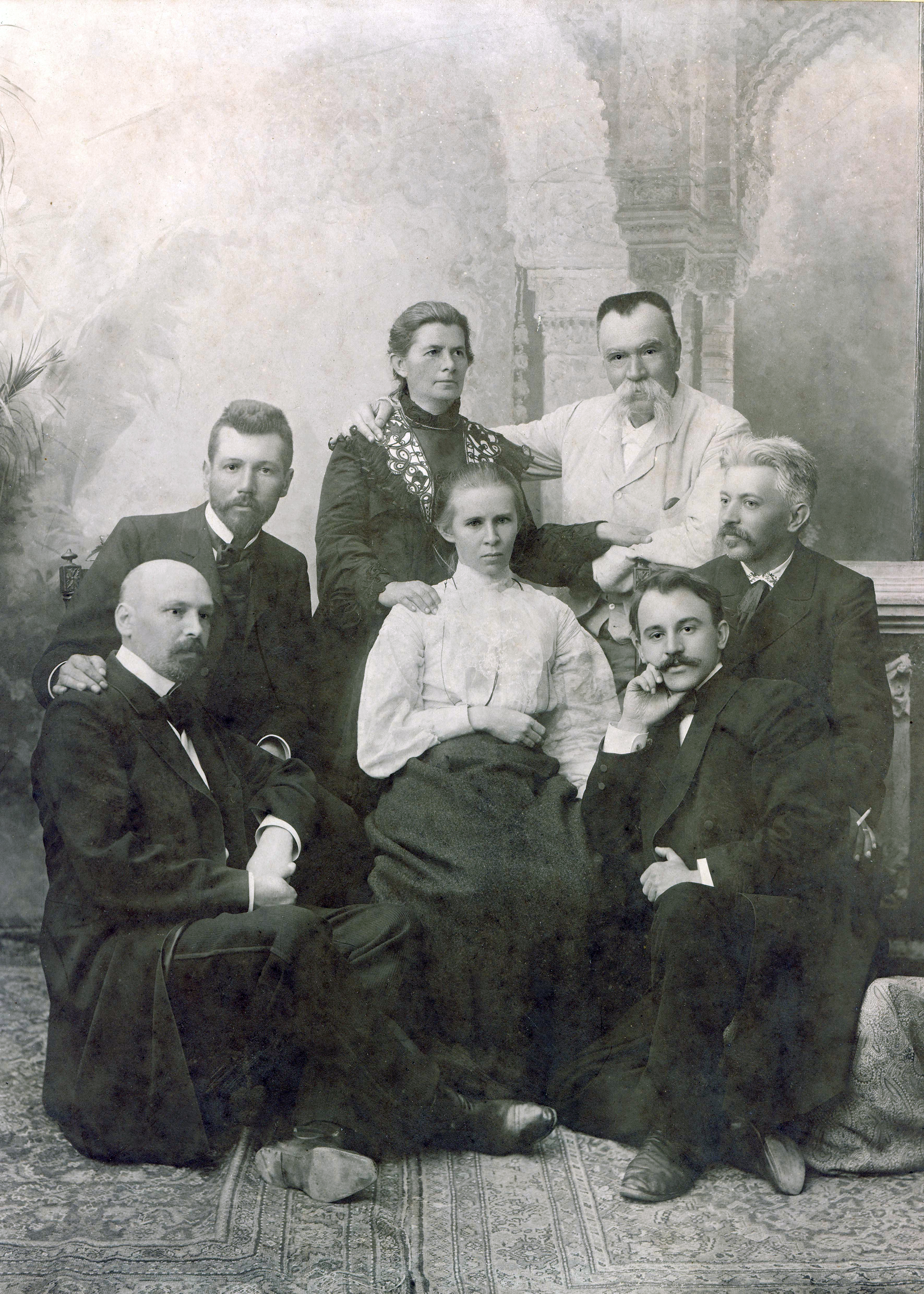
Foto de grupo en la inauguración de un monumento a Iván Kotliarevski en Poltava en 1903. De izquierda a derecha: Mijailo Kotsyubinski, Vasil Stefanik, Olena Pchilka, Lesya Ukrainka, Mijailo Staritsky, Hnat Jotkévich, Volodimir Samilenko.

Hnat Jotkévich era hijo del polaco Marcin Jotkiévicz y la ucraniana Olga Krivonogova, una campesina del área de Sumy.
Jotkévich se graduó con honores en la realschule de Járkov en 1894. En 1895 fundó un pequeño grupo de teatro local en Derkachivka. Se graduó por el Instituto Politécnico de Járkov en 1900 y trabajó brevemente en el ferrocarril Járkov-Nicolaiev. En Járkov también aprendió a tocar el violín a nivel profesional con el profesor Ilnitzki.
Fue perseguido por liderar una huelga política en 1905 y tuvo que trasladarse a Galitzia en 1906, donde residió en Leópolis, más tarde en el pueblo de Krivorivnya en la tierra de los hutsules, donde fundó un teatro de aficionados. En Galitzia interpretó conciertos para violín y otros de canciones populares ucranianas con acompañamiento de bandura.
De vuelta en Kiev desde 1912, participó en distintos eventos literarios y artísticos. Desde febrero de 1913 dirigió la revista literaria Вісник культури і життя [Noticias sobre la cultura y la vida].
Fue perseguido durante la Primera Guerra Mundial y tuvo que huir a Vorónezh en 1915, donde permaneció hasta la Revolución de Octubre de 1917.
De 1920 a 1928 fue profesor de lengua y literatura ucraniana en la escuela de cuidado de animales en Derkachivka (en ucraniano: Деркачівка), de 1926 a 1932 dirigió la cátedra de bandura en el Instituto de Música y Drama de Járkov, de 1928 a 1932 dirigió la banda de banduristas en Poltava, que actuó también en el extranjero, especialmente en Estados Unidos.
Tras el fallecimiento del jefe de gobierno ucraniano, Mykola Skrypnyk (en 1933), Jotkévich cayó en desgracia y sus obras fueron prohibidas. Todavía en 1937 apareció como bandurista en el largometraje soviético Nasar Stodolja [Nasar Stodolya]. Durante la Gran Purga fue arrestado, el 29 de septiembre de 1938 acusado de participación en una organización contrarrevolucionaria y el 8 de septiembre de ese mismo año fue ejecutado. El 11 de mayo de 1956 la condena se declaró ilegal, se canceló y se rehabilitó a Jotkévich. En 1966 se publicaron sus obras completas en dos volúmenes.

## Obra (selección)
- «Грузинка» [La mujer georgiana] (1897).
- «Блудний син» [El hijo pródigo] (1898).
- «Різдвяний вечір» [Nochebuena] (1899).
- «Життєві аналогії» [Similitudes de vida] (1897–1901).
- «Kамінна душа» [Alma de piedra] (1911).
- «Гірські акварелі» [Acuarelas de montaña] (1914).
- «Берестечко» [ Berestechko ] (1914–1915).
- «Гуцульські образки» [Imágenes de hutsul] (1931).
- «Avіron» [Aviron] (1928).
- «Довбуш» [El tamborilero] póstumamente (1965).
- Tratados científicos sobre Hrihori Skovoroda, Tarás Shevchenko, Yuri Fedkovich, Olha Kobilyanska, así como sobre instrumentos musicales populares ucranianos.
- Manual para tocar la bandura (1909)
- Traducciones de obras de William Shakespeare, Molière, Friedrich Schiller y Victor Hugo.
- Varios guiones.
- Unas 600 piezas musicales para bandura, cuartetos de cuerda, canciones y música coral

## La familia de Jotkévich
- Su esposa Platonida fue perseguida y exiliada a Kazajistán tras la Segunda Guerra Mundial.[3]
- Su hija Halina fue llevada a Alemania, después de la guerra se desplazó a Marruecos y en 1970 a Grenoble.[3]
- Su hijo Volodymyr se convirtió en soldado en la división ucraniana de las SS fundada por Alemania y cayó durante la batalla de Kursk.[3]
- Su hija Ola se instaló en Venezuela.[3]
- Su hijo Yevhen se ahogó tratando de escapar en la frontera soviético-iraní.[3]
- Su hijo Volodimir (1913-1982) permaneció en Járkov y trabajó como rector de la Universidad de 1966 hasta 1975.[6]